# 大兄
大兄（おおえ、おいね）は、6世紀前期から7世紀中期までの倭国（日本）において、一部の王族が持った呼称・称号である。大兄の称号を持つ皇子は、有力な大王位継承資格者と考えられている。

## 概要
「大兄」は大王家のみならず、一般豪族にもみられる呼称である。「大兄」の意味について直接説明した同時代的史料はない。ただし、6・7世紀の大王家に集中して「大兄」の呼称がみられるため、現代の歴史学者は「大兄」の名を持つ皇子を比較して帰納的にその意味を探っている。細かな点で異なる諸説があるが、多数の皇子の中で王位を継承する可能性が高い者が持つ称号とみなされている。
当時、治天下大王の地位継承は、大王の一世王にあたる皇子（王子）に優先権が認められており、その中で長兄→次兄→・・・→末弟というように兄弟間で行われ（兄弟継承）、末弟が没した後は、長兄の長男に皇位承継されることが慣例となっていた。当時は一夫多妻であり、大王家に複数の同母兄弟グループが存在していたが、この同母兄弟間の長男が「大兄」という称号を保有していた。従って、大兄が同時期に複数存在したこともあり、「大兄」を称する皇子同士でしばしば皇位継承の紛争が起こった。
しかし、「大兄」は同時期に一人に限られていたとする説もある。これによると、「大兄」は皇太子の先駆ともいえる制度的称号であり、「大兄」の称号を保有する皇子が皇位に即くか、即位以前に死亡するかで「大兄」の地位が移動したという。

## 大兄略史
『日本書紀』の中に「大兄」を付けて呼ばれる皇子は8人いる。5世紀前半に大兄去来穂別皇子（おおえのいざほわけのみこ、履中天皇）が「大兄」として初めて現れているが、制度としては未確立であったと思われる。「大兄」としての実在性が確かな最初の人物は、6世紀前期にいた継体天皇の長子の勾大兄皇子（まがりのおおえのみこ、安閑天皇）である。安閑天皇には男子がおらず、次兄の宣化天皇が後継したが同様に男子がいなかったため、末弟の欽明天皇が代を継いだと日本書紀は伝えるが、欽明天皇が安閑・宣化を滅ぼしたとする説、さらには欽明朝と安閑・宣化朝が並立していたとする説もある。
その後の「大兄」には欽明天皇の子である箭田珠勝大兄皇子（やたたまかつのおおえのみこ）、欽明天皇を後継した敏達天皇の子である押坂彦人大兄皇子（おしさかのひこひとのおおえのみこ）、敏達天皇の異母兄弟である大兄皇子（おおえのみこ、用明天皇）、用明天皇の子厩戸皇子（推古天皇の「皇太子」・「摂政」）の長子である山背大兄王（やましろのおおえのおう）、舒明天皇の長子である古人大兄皇子（ふるひとのおおえのみこ）がいるが、これらの大兄のうち大王位に即いた例の方が少ない。さらに推古天皇の死後には、「大兄」の嫡男（田村皇子・後の舒明天皇）と「皇太子」・「摂政」の嫡男である「大兄」（山背大兄王）のどちらが皇位継承に相応しいかで紛争を起こしたケースも存在する。このことは、当時の皇位継承の決定方法が明確に規定されていなかったこと、たとえ「大兄」の称号を保有していても治天下大王を継承できる訳ではなかったことを表している（用明天皇の嫡男であり、推古天皇の最有力後継候補であった厩戸皇子が「大兄」を称していないことにも注意を払うべきであろう）。
大王家において、最後の「大兄」と見られるのが中大兄皇子（なかのおおえのみこ、天智天皇）である。天智天皇の後を継いだ大友皇子（弘文天皇）はもはや「大兄」と呼ばれることはなく、その後も「大兄」の称号は絶えている。すなわち、皇位継承者の決定方法がこの頃に明確に定められたのではないかと考えられる。その皇位継承法とはおそらく、兄弟間の継承を廃し、治天下大王が没したと同時にその長子へ継承する方式だったと推測される。このため、天智天皇の長子である大友皇子が即位することになり、皇位承継の道を閉ざされた大海人皇子（天武天皇）が叛乱（壬申の乱）を起こした一因となったのであろう。